# Wapen van Sonora

Het wapen van Sonora is het officiële symbool van Sonora. Het werd aangenomen op 15 december 1944 en werd vijf dagen later officieel in gebruik genomen. Het staat centraal in de niet-officiële vlag van Sonora.
Het wapen bestaat enkel uit een wapenschild. Dit schild heeft een blauw kader met daarin de naam van de staat en omsluit vijf elementen die karakteristiek zijn voor Sonora.
De bovenste helft van het schild bestaat uit drie driehoeken in de kleuren van de Mexicaanse vlag. In het midden staat een Yaqui-indiaan die een traditionele dans uitvoert. Linksboven in het schild staan een berg, een schop en een pikhouweel; zij verwijzen naar de mijnbouw in de staat. Rechtsboven in het schild staan drie balen graan en een sikkel als symbolen van de landbouw.
Linksonder in het schild wordt een koe afgebeeld als symbool van de veeteelt. Rechtsonder staat een kaart van de kustlijn van Sonora; het geel is land en het blauw de Golf van Californië. Het afgebeelde eiland is Tiburón. Op de kaart ligt een tonijn als verwijzing naar de vangst van tonijn en andere vis in de Golf van Californië, die aldaar een belangrijke economische activiteit is.